# General Electric Quadruped Transporter
Quadruped Transporter или Walking Truck (/ˈkwɑːdroʊpɛd/, букв. «четвероногое», произносится «Квадропе́д», в пер. с англ. «четвероногий транспортёр» или «ходячий грузовик»; также использовалось наименование Cybernetic Anthropomorphous Machine, CAM — «кибернетическая антропоморфная машина») — экспериментальная роботизированная транспортно-грузовая машина военного назначения на шагающей подвижной платформе, разработанная американским инженером-робототехником Ральфом Мошером и изготовленная компанией General Electric (работником которой и являлся конструктор машины) в интересах Министерства обороны США для сопровождения мотопехотных подразделений в сложнопересечённой местности, транспортировки военного имущества и других грузов. Научно-исследовательские и опытно-конструкторские работы по проекту велись с 1962 по 1970 гг. Проект финансировался совместно Агентством по перспективным научно-исследовательским разработкам США и Автобронетанковым управлением Армии США. «Квадропед» был первой шагающей машиной военного назначения, воплощённой в металле, породившей целый ряд проектов в подражание ей или что-либо позаимствовавших из его компоновочной схемы. Сам по себе положительный опыт создания и опытной эксплуатации машины показал принципиальную возможность создания шагающих машин различного назначения на существовавшей тогда производственной базе.

## Ход работ
Аванпроект машины был представлен в марте 1962 г., после чего проект прошёл три этапа. Первый этап (№ государственного контракта: DA-19-020-ORD-5729): Государственный заказ на проведение НИОКР по тематике создания шагающей машины был получен 29 июня 1962 г., готовый проект был подготовлен и представлен к апрелю 1963 г. Второй этап (№ ГК: DA-36-034-AMC-0268T): Государственный заказ на изготовление опытного образца был получен в 1965 г., с 8 апреля 1965 г. по 28 февраля 1966 г. проводились заводские испытания машины. К 15 мая 1968 г. закончилась сборка опытного прототипа и предварительные испытания всех его компонентов. 26 апреля 1968 г. в ходе контрольных испытаний машина успешно легла днищем на пол. «Квадропед» был продемонстрирован широкой публике в апреле 1969 г. Третий этап (№ ГК: DA-20-113-AMC-09225(T): Государственный заказ на испытания ходовых качеств опытного прототипа, проводившиеся с февраля по август 1970 г. В связи с относительно высоким расположением кабины оператора и неустойчивостью машины в движении, многие операторы-испытатели новых образцов техники отказывались от участия в испытаниях. В августе 1970 г. опытный прототип машины был доставлен в Автобронетанковое управление Армии США в г. Уоррен, штат Мичиган. По соображениям финансового характера программа исследований и опытно-конструкторских работ была закрыта.

## Предназначение
«Квадропед» предназначался для транспортировки различного военного имущества: оружия и боеприпасов в условиях сложнопересечённой и труднодоступной местности, например, в горах, заболоченной местности, при форсировании неглубоких водных преград (рек с медленным течением или водоёмов со стоячей водой) с крутыми берегами, а также в других условиях местности. Кроме того, в ходе заводских испытаний опытным путём было подтверждено, что высота и грузоподъёмность машины позволяли ей выполнять функции подноса и подвески авиационных бомб на узлах крепления, расположенных на внешней подвеске и на узлах крепления бомбодержателей в бомбовом отсеке самолёта.

## Техническое описание
Управление
Панель управления машиной включала два рычага ручного управления — левый и правый — которые контролировали движение передних конечностей машины, и два привода ножного управления — которые контролировали движение задних конечностей машины. Непривычность позы и движений оператора в кабине, в сочетании с постоянной вибрацией и сменой положения в пространстве, приводили к повышенным нагрузкам на вестибулярный аппарат оператора и его быстрой утомляемости, что вело к необходимости перерыва в работе уже через пятнадцать минут после начала эксплуатации.
Ходовые качества
Грузоподъёмность машины составляла 272 кг. Столько же машина могла поднимать каждой конечностью по отдельности. Масса толкаемых или буксируемых волоком, или отодвигаемых с дороги предметов могла составлять 545 кг. Коэффициент дублирования сил от оператора к машине составлял 1:120. Скорость циркуляции машинного масла в системе гидравлики машины составляла около 190 литров в минуту при давлении 163 ат (предельное давление в системе составляло 220 ат). Каждая конечность была трёхтактного хода (2 × на узле крепления, 1 × на сгибателе). Усилие, развиваемое каждой конечностью в любом направлении составляло до 6672 Н или 680 кгс. Развиваемая мощность позволяла «Квадропеду» вытолкать из канавы застрявший в грязи армейский внедорожник M151 MUTT.

## Прототип
После прекращения финансирования проекта, опытный прототип «Квадропеда» находился на складском хранении на базе хранения военной техники Армии США «Детройтский арсенал» в г. Уоррен, штат Мичиган, после чего был передан в качестве музейного экспоната в Военно-транспортный музей Армии США на военной базе Форт-Юстис, штат Вирджиния, где находится по настоящее время.